# Palača Amarapura
Palača Amarapura je bila kraljeva palača v starem glavnem mestu Amarapura v Burmi (Mjanmar). Zgrajena je bila v poznem 18. ali začetku 19. stoletja in nato opuščena zaradi novozgrajene palače v novem glavnem mestu Mandalaj. Do danes so ostale le še ruševine.
Britanski obiskovalec Colesworthy Grant je leta 1855 napisal, da je sprejemno dvorano, znano tudi kot Nan-dau, zgradil Taravadi Min okoli leta 1838. Verjamejo, da je pokrivala prostor okoli četrt kvadratnega kilometra. Spodnji del je bila povišana terasa iz opeke. Nadgradnja palače je bila narejena iz lesa in pozlačena. Dolžina terase je približno 79,5 metra.
Januarja 1857, ko je Mindon prevzel oblast od svojega brata kralja Pagana, je glavno mesto namesto Amarapure postal Mandalaj. 
Danes so tukaj še grobnice kralja Bodopaje in kralja Badžida ter tudi deli starega jarka. Prav tako sta vidni dve zidani stavbi - stavba zakladnice in star obrambni stolp. Tudi vogalne pagode še vedno stojijo na štirih vogalih nekoč kvadratnega mesta.